# Malče
Malče je malá vesnice, část městyse Besednice v okrese Český Krumlov. Nachází se asi 2,5 km na západ od Besednice. Malče je také název katastrálního území o rozloze 2,16 km².

## Historie
První písemná zmínka o vesnici pochází z roku 1361.
V letech 1869–1950 byla vesnice součástí obce Chlum a od roku 1961 se stala součástí městyse Besednice.

## Obyvatelstvo
| Rok            | 1869 | 1880 | 1890 | 1900 | 1910 | 1921 | 1930 | 1950 | 1961 | 1970 | 1980 | 1991 | 2001 | 2011 | 2021 |
| -------------- | ---- | ---- | ---- | ---- | ---- | ---- | ---- | ---- | ---- | ---- | ---- | ---- | ---- | ---- | ---- |
| Počet obyvatel | 117  | 101  | 100  | 80   | 102  | 108  | 78   | 62   | 54   | 48   | 43   | 38   | 40   | 38   | 46   |
| Počet domů     | 22   | 25   | 24   | 20   | 20   | 20   | 20   | 21   | 21   | 14   | 12   | 13   | 14   | 15   | 17   |

## Pamětihodnosti
V roce 1913 byl jihozápadně od vsi, poblíž rekreační oblasti v meandru řeky, vybudován obloukový silniční most přes Malši, který byl letech 1958–1987 chráněnou kulturní památkou České republiky. V roce 2019 prošel celkovou renovací.
Ve výše zmíněném meandru Malše stojí kovový pamětní křížek, další církevní památkou je návesní kaple.

## Další fotografie

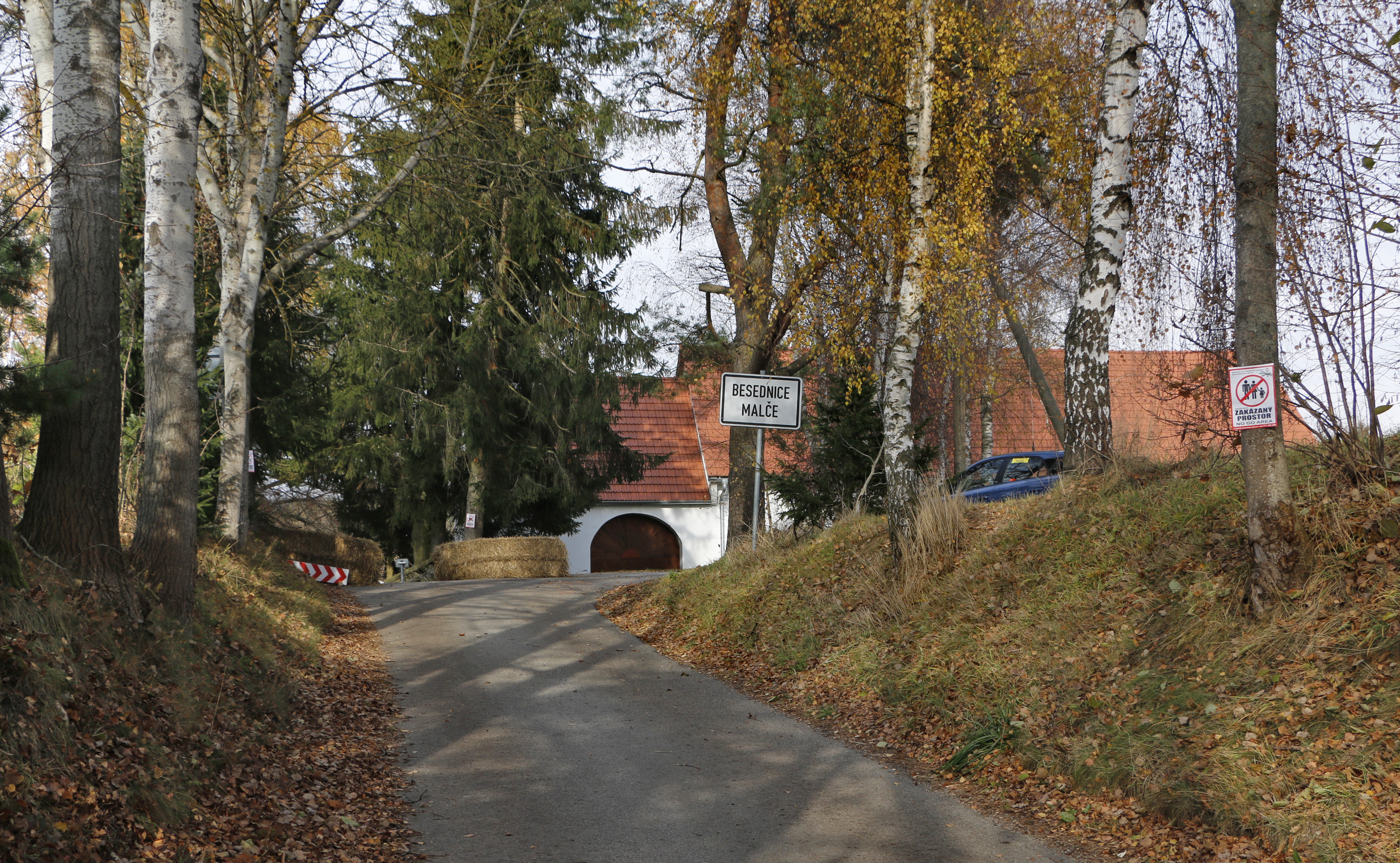
Jižní konec vsi
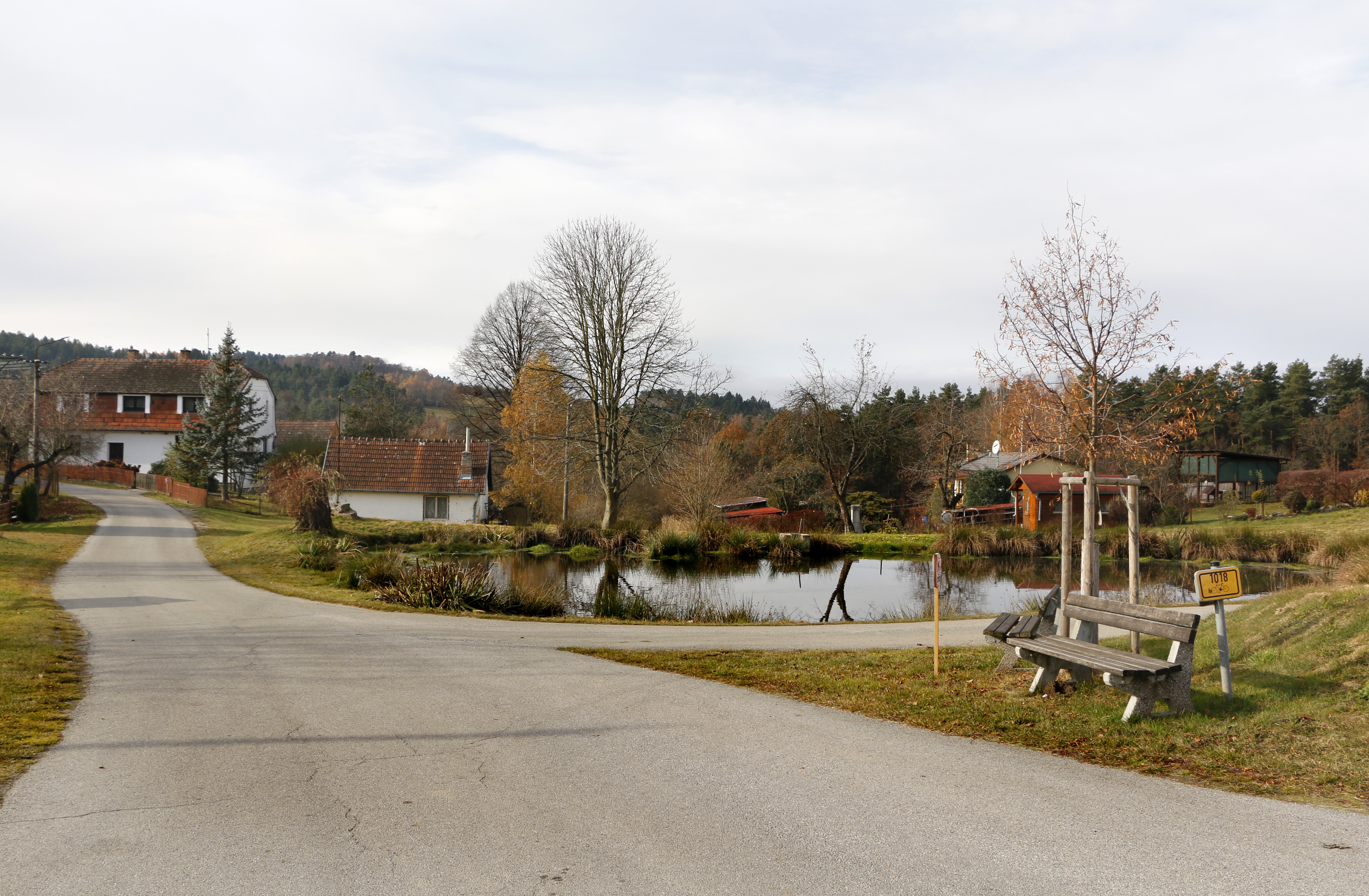
Návesní rybník
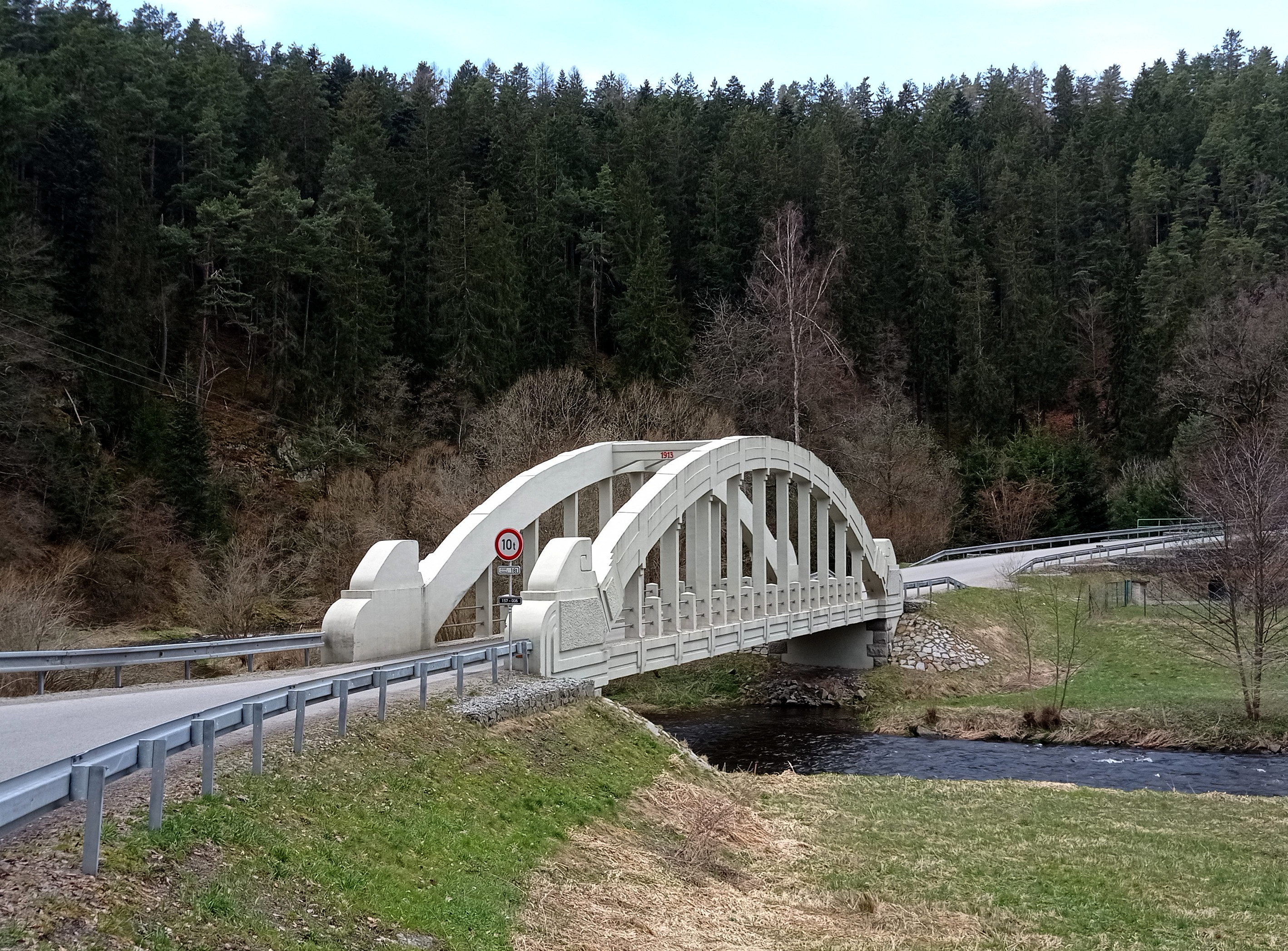
Silniční most přes Malši
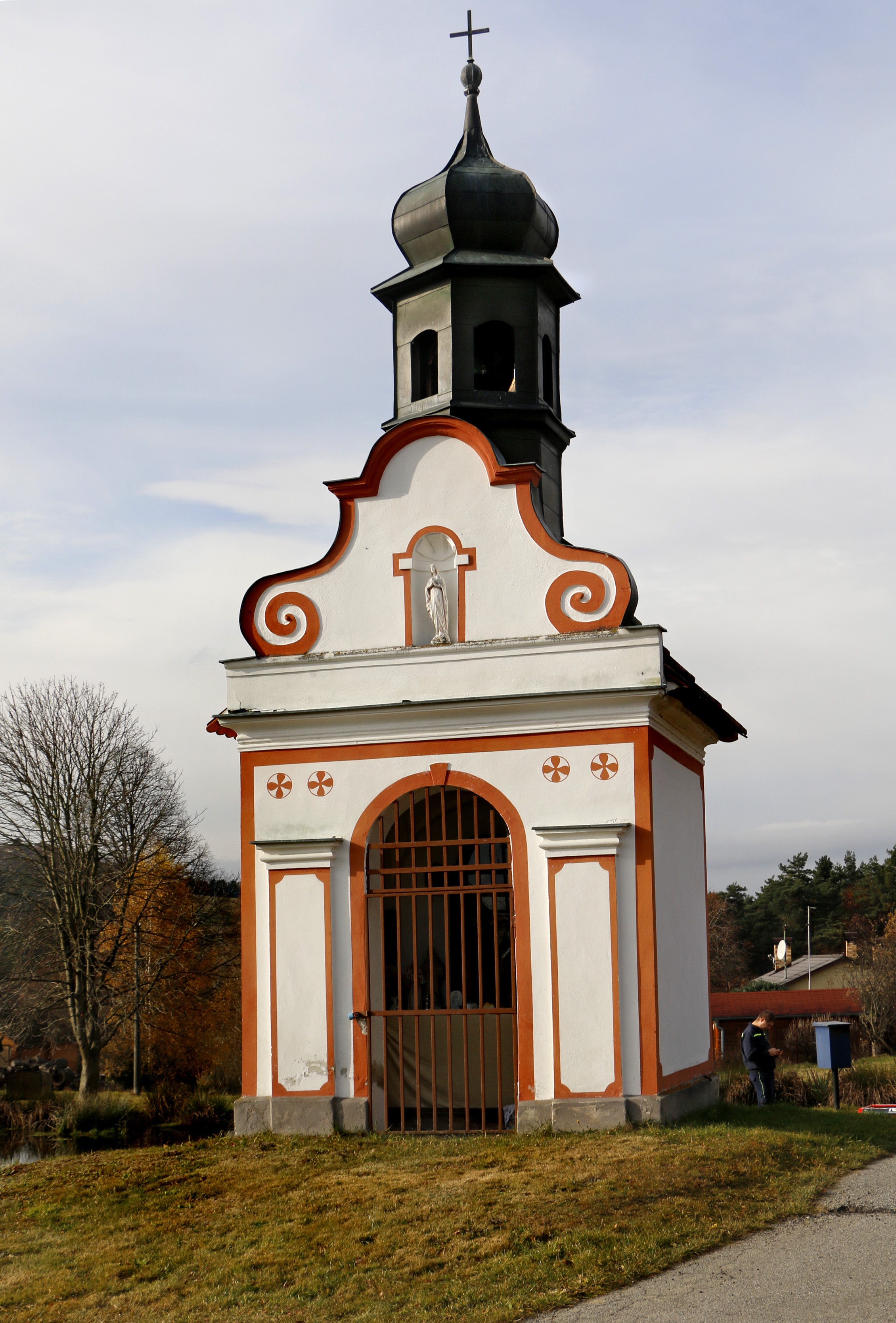
Kaple
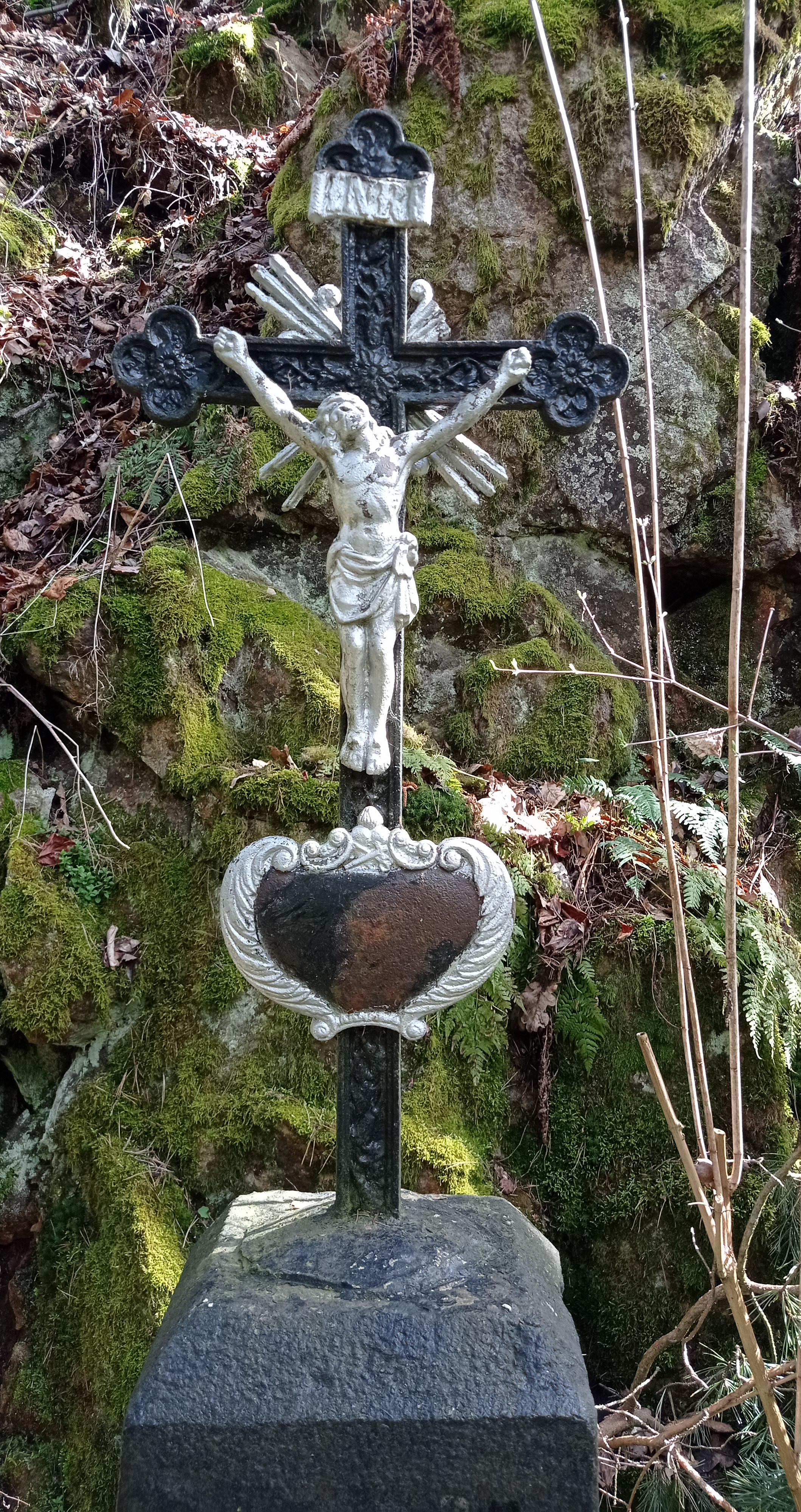
Křížek u Malše